# Бадарийская культура

Бадари (археологический памятник) — археологический памятник в Среднем Египте, расположенный в провинции Асьют, на восточном берегу Нила

Бадарийская культура (или культура Бадари) — археологическая культура развитого неолита, которая датируется 4500—3250 гг. до н. э. в Южном Египте. Получила название по эпонимному археологическому памятнику Бадари у селения Эль-Бадари в провинции Асьют (Египет), около которого она была открыта в начале XX века.

## Поселения и захоронения
Обнаружено около 40 поселений и 600 могил. Среди многочисленных бадарийских могил нет ни одной, которая настолько резко выделялась бы по своему устройству и ассортименту погребальных вещей, чтобы в ней можно было видеть захоронение вождя или представителя знати. Обращает на себя внимание такой любопытный факт: в одной части бадарийского кладбища лежали только мужчины, тогда как в других его частях были захоронены и мужчины и женщины. Весьма вероятно, что в таком распределении могил нашло своё выражение характерное для родового строя противопоставление женатых мужчин неженатым, обычно жившим своей обособленной жизнью. Жилища строили из прутьев, обмазанных глиной, сырца, циновок. Сохранились мумии высокой степени сохранности (см. гебелейнские мумии).

## Хозяйство
Экономика основывалась на мотыжном земледелии, рыболовстве и животноводстве. Среди орудий труда имелись односторонние скребки, пробойники, топоры, двусторонние серпы и наконечники стрел. Широко использовалась слоновая кость (гребни, ложки и др.). В захоронениях обнаружены останки крупного скота, собак и овец. В пищу употреблялись такие злаки, как полба, ячмень, чечевица и клубни.

## Керамика

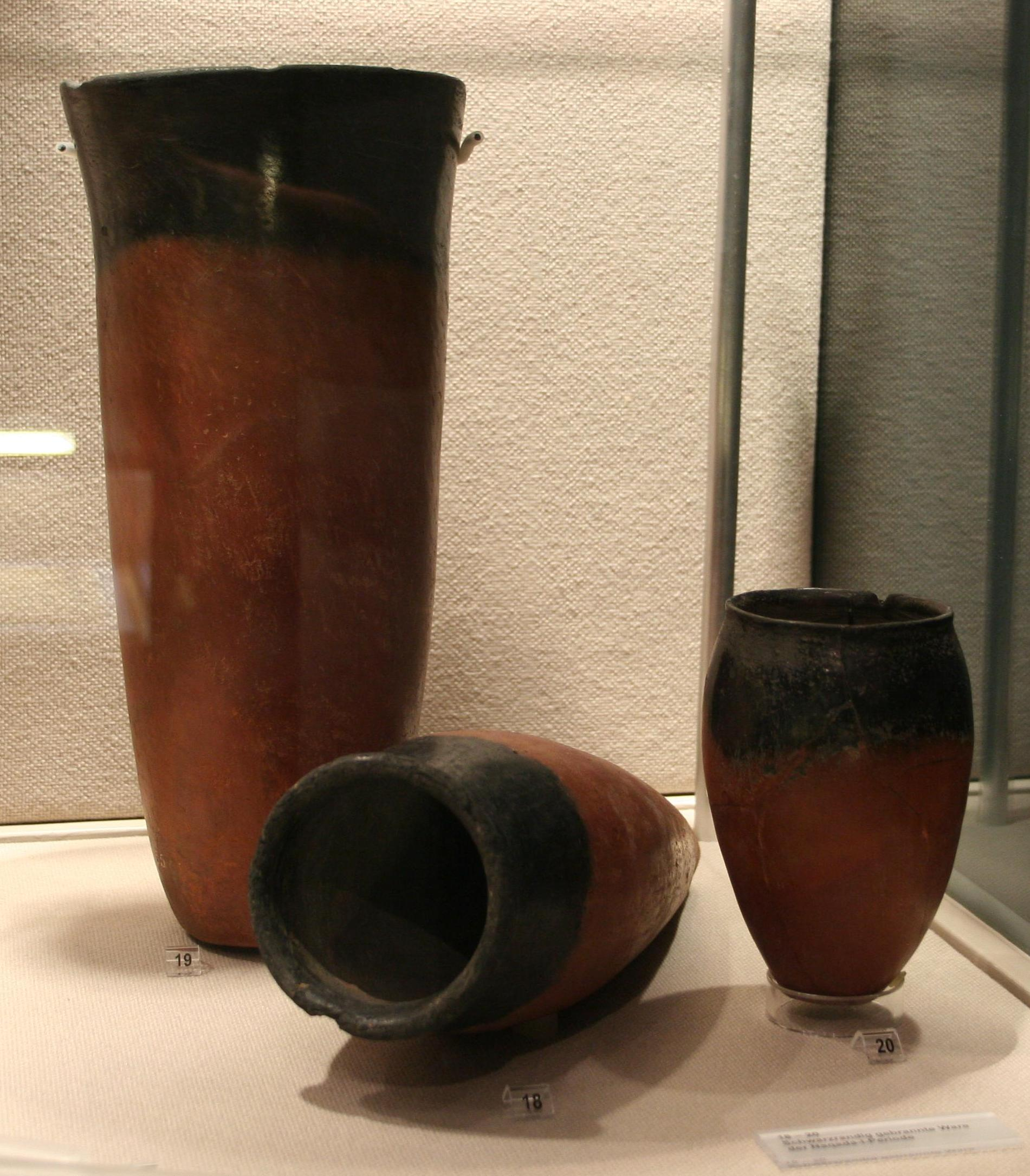
Керамика Бадари. Лейпцигский Музей

Наиболее характерным признаком культуры является т. н. бадарийская керамика — ярко-красная, с чёрной окантовкой сверху. По стилю керамика имеет наибольшее сходство с керамикой тасийской культуры.

## Происхождение
У бадарийской культуры предполагается несколько источников, из которых наиболее значительным считаются пришельцы из Западной Сахары. По-видимому, бадарийская культура существовала далеко за пределами окрестностей Эль-Бадари, поскольку сходные археологические находки обнаружены к югу от населённых пунктов Дендера, Армант, Элькаб и Нехен («Гиеракополис» в греческих источниках), а также к востоку от Вади-Хаммамат.
Советские ученые Института истории естествознания и техники АН СССР полагали, что
а) бадарийцы мигрировали из Азии
б) именно бадарийцы возможно первыми принесли в Египет первые знания химико-практического характера (для металлургии), а также предметы из меди, так как в их погребениях найдены несколько бусин из свернутой узкой медной полоски и иглы для закрепления погребальных ковриков.

## Антропология

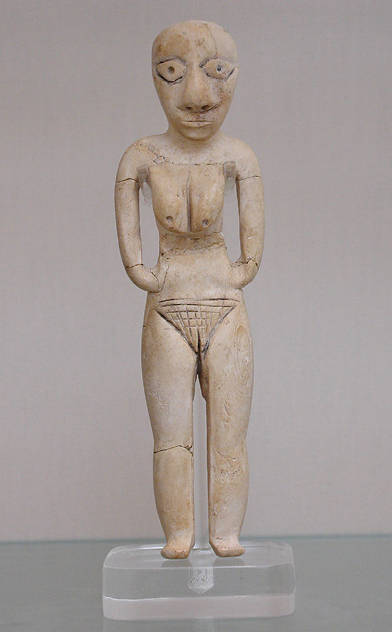
Фигурка женщины Бадари. Резьба по кости бегемота, ок. 4000 до н. э, Британский музей.

Антропологические исследования многочисленных и хорошо сохранившихся бадарийских черепов показали, что в расовом отношении бадарийцы были гибридной расой, однако со значительным преобладанием негроидных элементов, характерных для восточно- или центральноафриканской подрас (с удлинённой формой черепов). Ряд признаков были расценены как признаки веддоидной расы и даже был выделен особый бадарийский тип веддоидной расы, но скорее можно предположить, что бадарийцы представляли нубийскую группу. Однако эти выводы оспариваются на том основании, что одна из гебелейнских мумий имеет рыжий цвет волос.

## Исчезновение
Предшествовала амратской культуре (или культура Негада I), которая существовала к северу от современного Луксора примерно до 3000 года до н. э., причём ряд исследователей объединяют культуры Бадари и Накада в одну, ввиду их высокого сходства друг с другом.

## Художественная литература
В фантастической повести П. Буля «Бесконечная ночь» Бадари изображается как чрезвычайно развитая культура, представители которой якобы изобрели машину времени, однако позднее деградировали, смешавшись с перехитрившими их пришельцами из будущего, и дали начало современным людям.